# Wilhelm Magnus von Brünneck

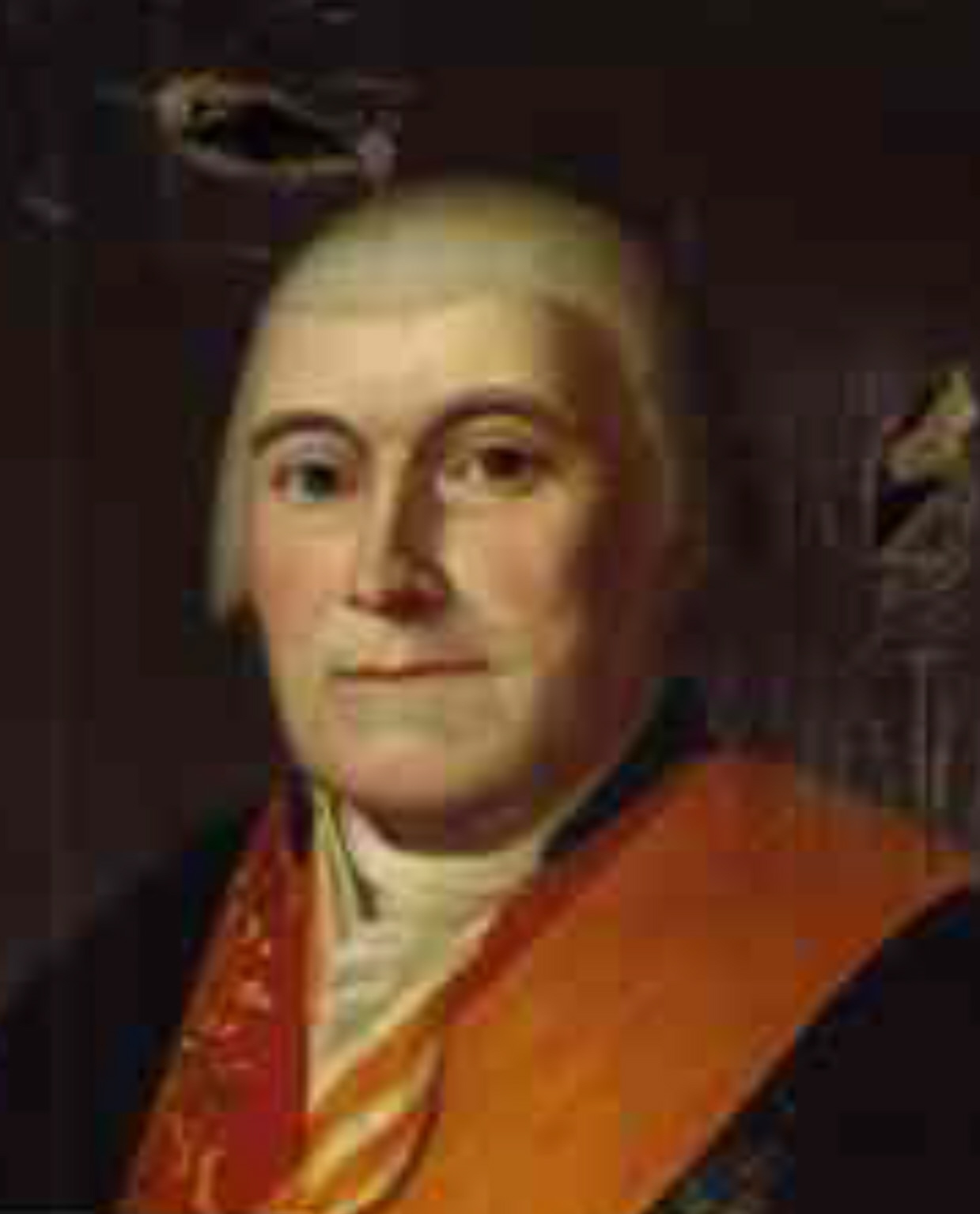
Wilhelm Magnus von Brünneck

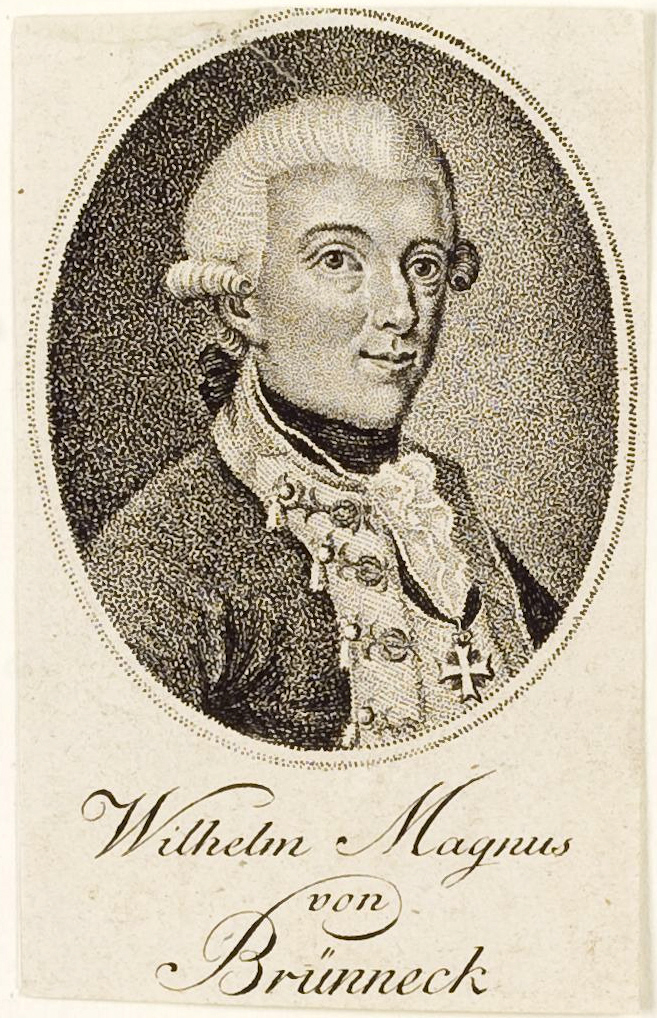
Wilhelm Magnus von Brünneck

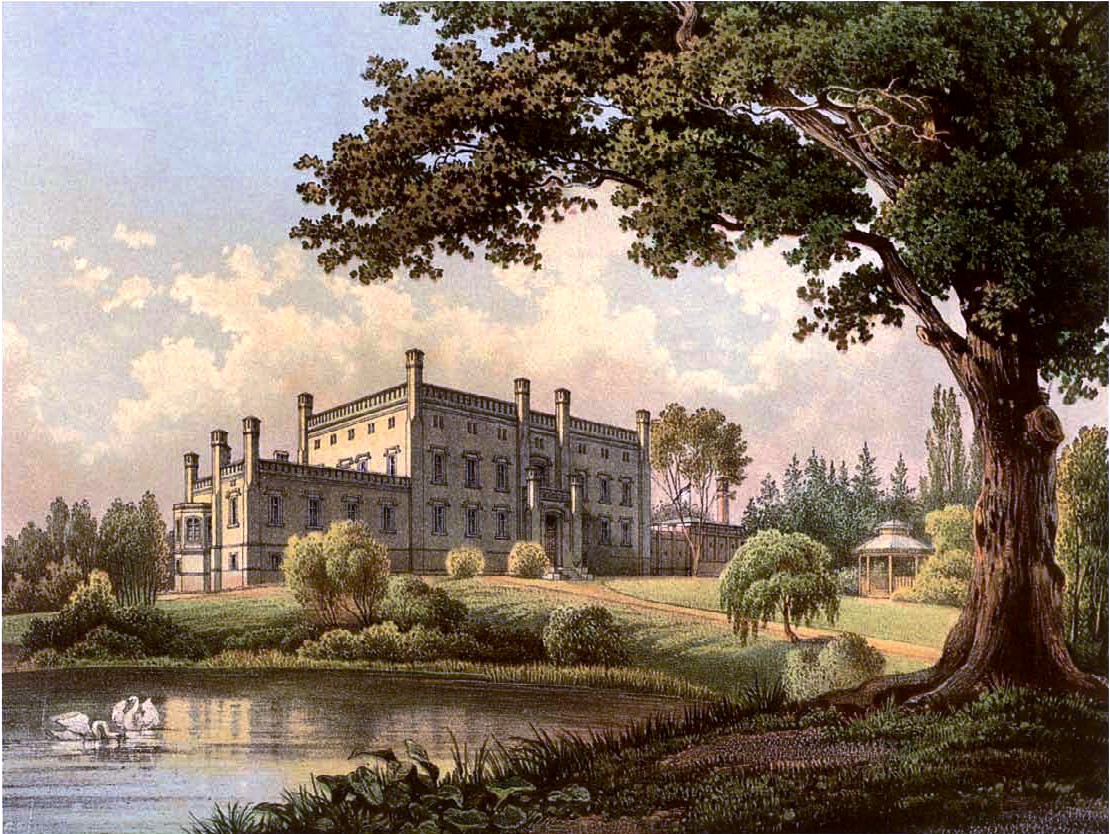
Rittergut Bellschwitz um 1860, Sammlung Duncker

Wilhelm Magnus von Brünneck  (* 1. Mai 1727 auf Gut Bellschwitz; † 22. April 1817 ebenda) war ein preußischer Offizier, zuletzt Generalfeldmarschall sowie Gutsbesitzer.

## Leben

### Herkunft
Wilhelm Magnus war der Sohn des in kursächsischen Diensten stehenden Johann Friedrich von Brünneck (1679–1726) und dessen Ehefrau Anna Christine (1686–1727), einer Tochter des kursächsischen Generalmajors von Biron. Brünning war Herr der Güter Bellschwitz, Trebnitz, Hermersdorf und Wulkow bei Trebnitz im Landkreis Lebus in Brandenburg. 1788 änderte Wilhelm Magnus seinen Namen in Brünneck.

### Militärlaufbahn
Brünneck war zunächst ab 1739 Hofpage bei der Königin Sophie Dorothea von Preußen, ehe er 1744 auf Befehl des Königs in das Regiment Garde Nr. 15 kam. Mit diesem beteiligte er sich im Feldzug 1744/45 an den Schlachten bei Hohenfriedberg und Soor. Am 5. Februar 1750 folgte seine Beförderung zum Sekondeleutnant sowie am 24. März 1756 zum Premierleutnant. 
Im Siebenjährigen Krieg 1756/63 kämpfte er bei Prag, Roßbach, wurde bei Leuthen am linken Fuß verwundet und geriet bei Hochkirch in Gefangenschaft. Nach seinem Austausch beteiligte er sich dann noch an der Schlacht bei Torgau und dem Gefecht bei Reichenbach.
Als Kapitän und Kompaniechef erhielt Brünneck für seinen Einsatz während der Schlacht von Torgau 1760 den Orden Pour le Mérite.
Am 22. Mai 1785 wurde er zum Generalmajor und am 20. August 1790 zum Generalleutnant ernannt. Dazu erhielt er am 4. Juni 1798 den Schwarzen Adlerorden gemäß Matrikel-Nr. 370. Von 1793 bis 1805 war er Chef eines Regiments zu Fuß (später No. 2). Am 9. Februar 1793 wurde er Gouverneur von Königsberg, Pillau und Memel sowie Inspekteur der Ostpreußischen Infanterie.  Am 17. August 1805 wurde er zum Generalfeldmarschall befördert und mit einer Pension von 4000 Talern in den Ruhestand versetzt.
Brünneck war fortschrittlichen Ideen zugewandt und ein Bekannter Immanuel Kants. So führte er in Ostpreußen die Merinoschafzucht ein.

## Familie
Brünneck war seit dem 15. Oktober 1783 mit zunächst mit Charlotte Sophie Wilhelmine, geborene von Pannewitz (1756–1796), einer Hofdame der Prinzessin Friederike Luise von Preußen, verheiratet. Nach ihrem Tod heiratete er am 19. April 1810 in Berlin ihre Schwester Luise Friederike Sophie Christiane Alexandrine (1759–1804), die Witwe des kursächsischen Generalleutnants und Inspekteurs der Infanterie Gottlob Bernhard von Langenau (* 7. März 1737; † 10. Juni 1794). Aus der ersten Ehe gingen zwei Söhne hervor.
- Friedrich Wilhelm (1785–1859), preußischer General der Infanterie

⚭ 1817 Friederike Henriette Luise Charlotte von Haxthausen (* 1797; † 24. September 1821)
⚭ 1825 Adelheid Luise Sophie von Haugwitz (* 18. Juli 1801; † 12. März 1839)
- Karl Otto Magnus (1786–1866), preußischer Oberst sowie Politiker

⚭ 1810 Luise Caroline Christiane von der Goltz (1794–1837)
⚭ 1838 Wilhelmine Sophie von der Goltz (1798–1839)